# Hebreo rabínico
El hebreo mishnaico (a veces también hebreo rabínico) (לשון חז״ל) es la lengua hebrea medieval utilizada en los textos del Talmud. El hebreo mishnaico puede subdividirse en hebreo mishnaico propiamente dicho (c. 1–200 d. C., también llamado hebreo tanáitico, hebreo rabínico temprano o hebreo mishnaico I), que era una lengua hablada, y hebreo amoraico (c. 200 a 500 d. C., también llamado hebreo rabínico tardío o hebreo mishnaico II), que era únicamente una lengua literaria.
El hebreo mishnaico, o hebreo rabínico temprano, es uno de los descendientes directos del hebreo bíblico conservado tras el cautiverio babilónico y registrado definitivamente por los sabios judíos al redactar la Mishná y otros documentos contemporáneos.
Una forma transicional del idioma aparece en otras obras de la literatura tanáitica datadas en el siglo posterior a la finalización de la Mishná. Estas incluyen los midrashim halájicos (Sifrá, Sifré, Mekhilta de Rabí Ismael, etc.) y la colección ampliada de material relacionado con la Mishná conocida como la Tosefta. El Talmud contiene extractos de estas obras y material tanáitico adicional no atestiguado en otros lugares; el término genérico para estos pasajes es baraitot. El lenguaje de todas estas obras es muy similar al hebreo mishnaico.

## Aspectos históricos, sociales y culturales

### Historia
El hebreo mishnaico se encuentra principalmente entre los siglos I y IV, correspondiendo al período romano posterior a la destrucción del Segundo Templo en el asedio del año 70. Se desarrolló bajo la profunda influencia del arameo medio. También llamado hebreo tanáitico o hebreo rabínico temprano, está representado por la mayor parte de la Mishná (משנה, publicada alrededor del 200) y la Tosefta dentro del Talmud, así como por algunos de los Rollos del Mar Muerto, notablemente el Rollos de Cobre y las Cartas de Bar Kojba.
El arqueólogo Yigael Yadin menciona que tres documentos de la revuelta de Bar Kojba que él y su equipo encontraron en la Cueva de las Cartas están escritos en hebreo mishnaico y que fue Simón bar Kojba quien revivió el hebreo y lo convirtió en la lengua oficial del estado durante la revuelta (132–135). Yadin también señala un cambio del arameo al hebreo en Judea durante la revuelta:

Es interesante que los documentos anteriores están escritos en arameo, mientras que los posteriores están en hebreo. Posiblemente el cambio fue hecho por decreto especial de Bar Kojba, quien quería restaurar el hebreo como lengua oficial del estado.

Sigalit Ben-Zion comenta: "[P]arece que este cambio se produjo como resultado de la orden dada por Bar Kojba, quien quería revivir la lengua hebrea y convertirla en la lengua oficial del estado".
Sin embargo, menos de un siglo después de la publicación de la Mishná, el hebreo comenzó a dejar de usarse como lengua hablada. La Guemará (גמרא, circa 500 en Baja Mesopotamia), así como el anterior Talmud de Jerusalén publicado entre 350 y 400, generalmente comentan la Mishná y las baraitot en arameo medio. No obstante, el hebreo sobrevivió como lengua litúrgica y literaria en la forma del hebreo amoraico tardío, que a veces aparece en el texto de la Guemará.

Existe consenso en que se pueden distinguir dos períodos principales del hebreo rabínico (HR). El primero, que duró hasta el final de la era tanáitica (alrededor del año 200), se caracteriza por el HR como lengua hablada que gradualmente se convierte en un medio literario, en el que se compondrían la Mishná, la Tosefta, las baraitot y los midrashim tanáiticos. La segunda etapa comienza con los amoraim y ve al HR siendo reemplazado por el arameo como vernáculo hablado, sobreviviendo solo como lengua literaria.

## Descripción lingüística

### Fonología
Muchas de las características distintivas de la pronunciación del hebreo mishnaico pueden ya haberse encontrado en el período del hebreo bíblico tardío. Una característica notable que lo distingue del hebreo bíblico del período clásico es el begadkefat, la espirantización de las oclusivas postvocálicas b, g, d, p, t y k, que comparte con el arameo.
Mientras este proceso comenzó en arameo ya en el siglo VII a. C., la espirantización en hebreo fue un proceso mucho más tardío. La espirantización de p y b ocurrió temprano en el período del Segundo Templo, seguida por t y d en algún momento posterior. La aparición de k y g fricativizadas solo ocurrió en el hebreo amoraico. No apareció antes de la fusión de las consonantes [ḫ] con [ḥ] y [ġ] con [ʿ] hacia el siglo I. El hebreo samaritano, que se separó de las variedades judía y galilea en el período romano, no experimentó la fricativización de k y g en absoluto.
Una nueva característica es que la /m/ final a menudo se reemplaza con /n/ final en la Mishná (ver Bava Kamma 1:4, "מועדין"), pero solo en morfemas de concordancia. Quizás la consonante nasal final en los morfemas no se pronunciaba, y la vocal anterior estaba nasalizada. Alternativamente, los morfemas de concordancia pueden haber cambiado bajo la influencia del arameo.
Algunos manuscritos supervivientes de la Mishná confunden las consonantes guturales, especialmente alef (א) (una oclusiva glotal) y ayin (ע) (una fricativa faríngea sonora). Esto podría significar que se pronunciaban igual en el hebreo amoraico. La pérdida de distinción entre estas dos letras, así como entre jet y he, también se asocia con los hablantes del hebreo galileo en el período tanáitico, fuente de frecuentes críticas por parte de escritores judíos.

### Pronunciación reconstruida del hebreo mishnaico
Consonantes
| Nombre        | Alef   | Bet      | Gimel    | Dalet    | He     | Vav | Zayin | Ḥet | Tet | Yod | Kaf      | Lamed | Mem | Nun | Samech | Ayin   | Pe       | Tzadi | Kof  | Resh | Shin     | Tav      |
| Letra         | א      | ב        | ג        | ד        | ה      | ו   | ז     | ח   | ט   | י   | כ        | ל     | מ   | נ   | ס      | ע      | פ        | צ     | ק    | ר    | ש        | ת        |
| Pronunciación | [ʔ], ∅ | [b], [β] | [g], [ɣ] | [d̪], [ð] | [h], ∅ | [w] | [z]   | [ħ] | t̪ʼ  | [j] | [k], [x] | [l]   | [m] | [n̪] | [s]    | [ʕ], ∅ | [p], [ɸ] | [tsʼ] | [kʼ] | [ɾ]  | [ʃ], [s] | [t̪], [θ] |

Vocales
| Name          | Sheva Nakh | Sheva Na | Patakh | Hataf Patach | Kamatz Gadol | Kamatz Katan | Hataf Kamatz | Tzere, Tzere Male | Segol | Hataf Segol | Hiriq   | Hirik Male | Holam, Holam Male | Kubutz  | Shuruk |
| Letra         | ְ           | ְ         | ַ       | ֲ             | ָ             | ָ             | ֳ             | ֵ , ֵי              | ֶ      | ֱ            | ִ        | ִי          | ׂ, וֹ               | ֻ        | וּ      |
| Pronunciación | ∅          | ?        | [æ]    | [æ]          | [ʌː ~ ɑː]    | [ɔ]          | [ɔ]          | [eː]              | [ɛ]   | [ɛ]         | [ɪ ~ i] | [iː]       | [oː]              | [ʊ ~ u] | [uː]   |

### Morfología
El hebreo mishnaico muestra varios cambios respecto al hebreo bíblico, algunos ya presentes en el hebreo de los Rollos del Mar Muerto. Algunos, pero no todos, se conservan en el hebreo moderno. Para expresar posesión, el hebreo mishnaico reemplaza mayormente el estado constructo con construcciones analíticas que involucran של 'de'. El hebreo mishnaico carece de la waw consecutiva.
El pasado se expresa usando la misma forma que en el hebreo moderno. Por ejemplo, Pirké Avot 1:1: משה קיבל תורה מסיני "Moisés recibió la Torá del Sinaí". El pasado continuo se expresa usando el pasado de "ser" + participio, a diferencia del hebreo bíblico. Por ejemplo, Pirké Avot 1:2: הוא היה אומר "Solía decir". El presente se expresa como en el hebreo moderno, usando el participio (בינוני). Por ejemplo, Pirké Avot 1:2 על שלושה דברים העולם עומד "El mundo se sustenta sobre tres cosas". El futuro puede expresarse usando עתיד + infinitivo. Sin embargo, a diferencia del hebreo moderno pero como el arameo contemporáneo, el participio activo presente también puede expresar futuro. Mayormente reemplaza la forma imperfecta (prefijada) en esa función.
La forma imperfecta (prefijada), que en hebreo moderno se usa para el futuro, en hebreo mishnaico expresa imperativo, voluntad o significados similares (aunque en hebreo moderno también puede usarse para imperativo). Por ejemplo, Pirké Avot 1:3: הוא היה אומר, אל תהיו כעבדים המשמשין את הרב "Solía decir: no seáis como esclavos que sirven al amo...". En cierto sentido, podría decirse que la forma también pertenece al futuro en hebreo mishnaico, pero invariablemente tiene un aspecto modal (imperativo, volitivo, etc.) en la oración principal.